# Taufversprechen
Taufversprechen bezeichnet in der christlichen Liturgie die vor der Taufe eines zum Christentum Bekehrten verlangte Doppelerklärung 
- (a) der Absage an den Bösen und
- (b) des Glaubens an den dreifaltigen Gott.

Die römisch-katholische Liturgie kennt eine Erneuerung des Taufversprechens der Getauften in der jährlichen Feier der Osternacht, vor wichtigen sakramentlichen Feiern, so der Firmung und Erstkommunion, sowie vor dem Empfang der Sterbekommunion („Wegzehrung“, viaticum) im Angesicht des Todes.